# Alf Hansen
Alf John Hansen (ur. 13 lipca 1948 w Oslo) – norweski wioślarz, dwukrotny medalista olimpijski i wielokrotny medalista mistrzostw świata. 

## Kariera
Wystąpił na igrzyskach olimpijskich w Monachium w 1972, zajmując dziewiąte miejsce w czwórkach ze sternikiem. Na rozgrywanych cztery lata później igrzyskach olimpijskich w Montrealu startował ze swoim bratem, Frankiem Hansenem w dwójkach podwójnych. Norwegowie o 2,06 sekundy wyprzedzili Brytyjczyków i o 4,25 sekundy dwójkę NRD. Nie bronił zdobytego tytułu na igrzyskach olimpijskich w Moskwie z uwagi na bojkot imprezy przez Norwegię. Podczas igrzysk olimpijskich w Los Angeles w 1984 był dziesiąty w dwójkach podwójnych. Brał też udział w igrzyskach olimpijskich w Seulu w 1988, gdzie osada Norwegii w składzie: Lars Bjønness, Vetle Vinje, Rolf Thorsen i Alf Hansen zdobyła srebrny medal w czwórkach podwójnych. W wyścigu finałowym uplasowali się o 1,71 sekundy za Włochami i 1,05 sekundy przed osadą NRD.
W dwójkach podwójnych zdobywał też złoto na mistrzostwach świata w Nottingham (1975), mistrzostwach świata w Cambridge (1978), mistrzostwach świata w Bledzie (1979) zdobywał złote medale w dwójkach podwójnych (partnerował mu brat, Frank) i mistrzostwach świata w Lucernie (1982) (partnerował mu Rolf Thorsen). Zdobył też srebro w tej konkurencji na mistrzostwach świata w Lucernie (1974), mistrzostwach świata w Duisburgu (1983) i mistrzostwach świata w Kopenhadze (1987) oraz brąz na mistrzostwach świata w Monachium (1981). Ponadto wywalczył brązowy medal w czwórkach ze sternikiem na mistrzostwach świata w St. Catherines (1970). 
W 1984 był chorążym reprezentacji Norwegii podczas ceremonii otwarcia igrzysk olimpijskich w Los Angeles.
W 1990 jako pierwszy wioślarz został uhonorowany Medalem Thomasa Kellera.
57 razy zdobywał mistrzostwo kraju. Poza wioślarstwem uprawiał także biegi narciarskie. Z zawodu był inżynierem elektrykiem.